# دریای تیرنی

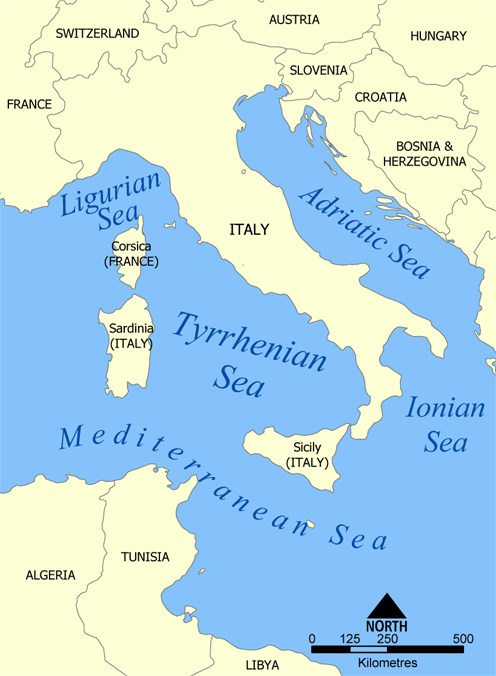
دریای تیرنی.

دریای تیرنی (به ایتالیایی: Mare Tirreno) بخشی است از دریای مدیترانه که در کرانه‌های غربی ایتالیا واقع شده‌است.
دریای تیرنی در جنوب اروپا، جنوب غربی شبه‌جزیره ایتالیا، شمال سیسیل جنوب شرقی جزیره کرس و در شرق ساردنی واقع شده‌است. دریای تیرنی از راه تنگه مسینا با دریای ایونی ارتباط دارد.
مناطق لاتیوم، کامپانی، کالابریا و توسکان در ایتالیا با این دریا ساحل دارند. بیشینه عمق این دریا ۳۷۸۵ متر است.
نام تیرنی از واژه تیرهنوی (Tyrrhênoi) گرفته شده‌است که نامی بود که یونانیان در قدیم برای قوم اتروسکی به‌کار می‌بردند. اتروسکیان (تیرنی‌ها) دولت‌شهرهایی در کنار این دریا بنیاد کرده‌بودند و به این خاطر یونانیان به آن، دریای تیرنی گفتند. در زبان لاتین به آن دریای ما (Mare Nostrum) نیز می‌گفتند.

## نگارخانه

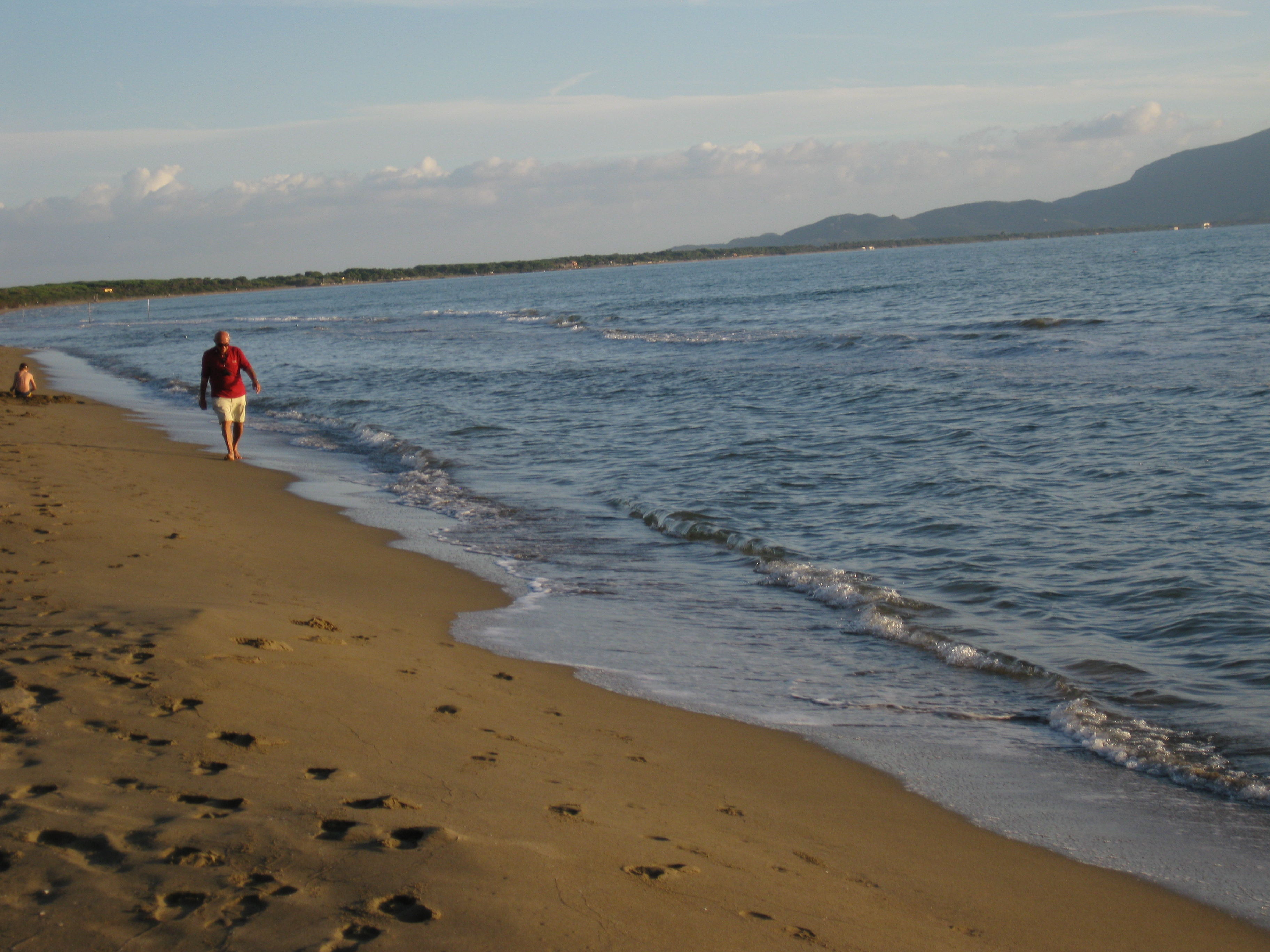
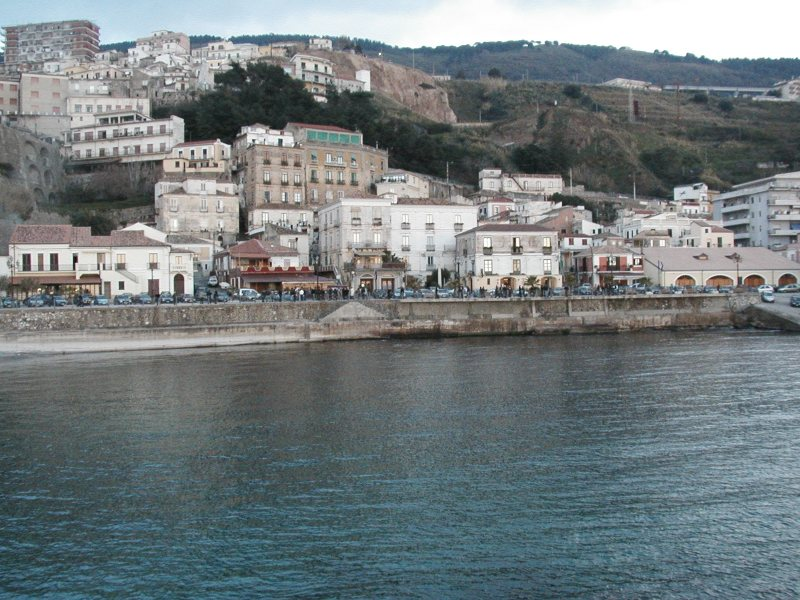
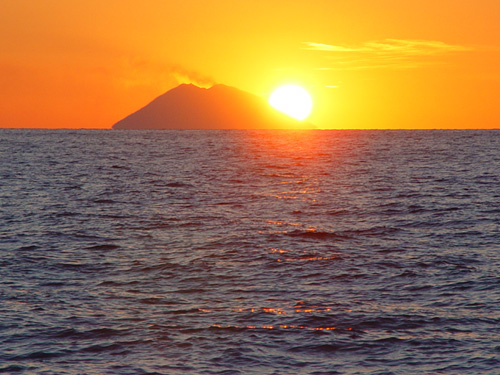
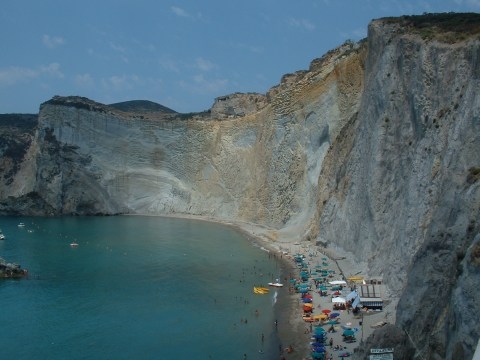
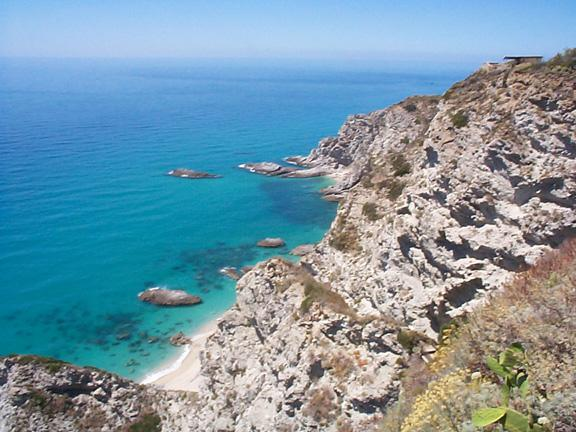
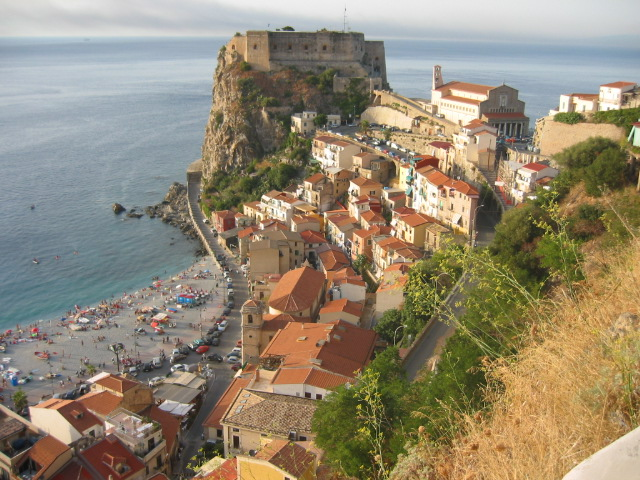
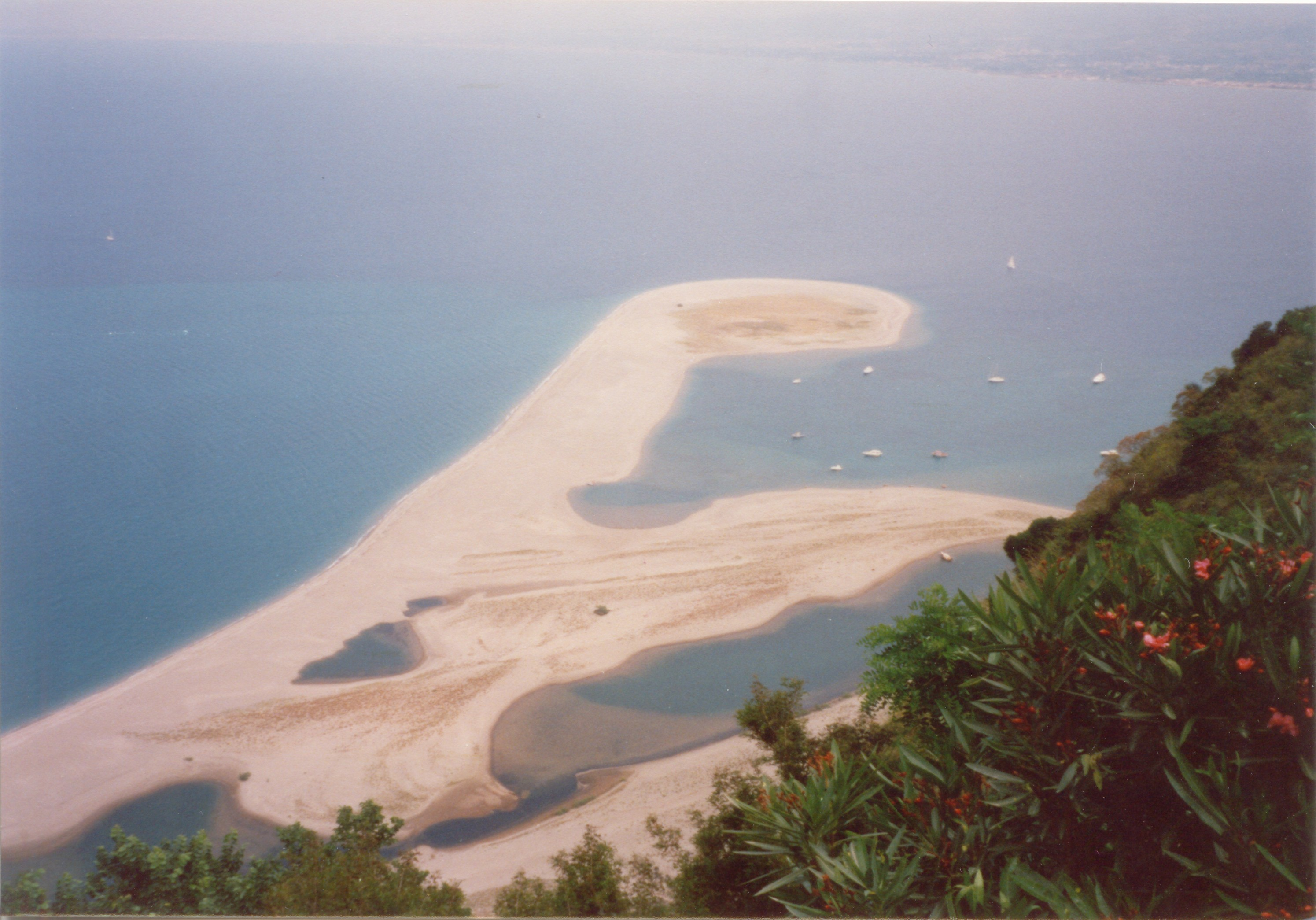
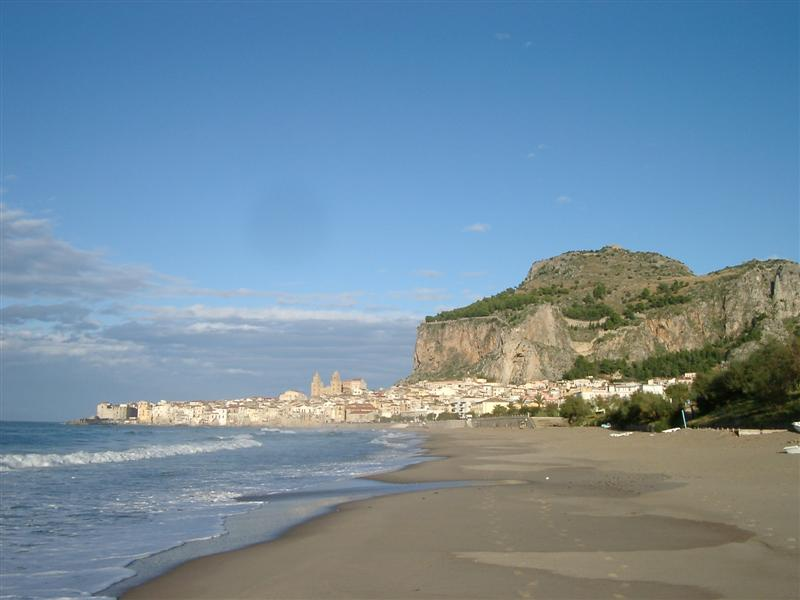
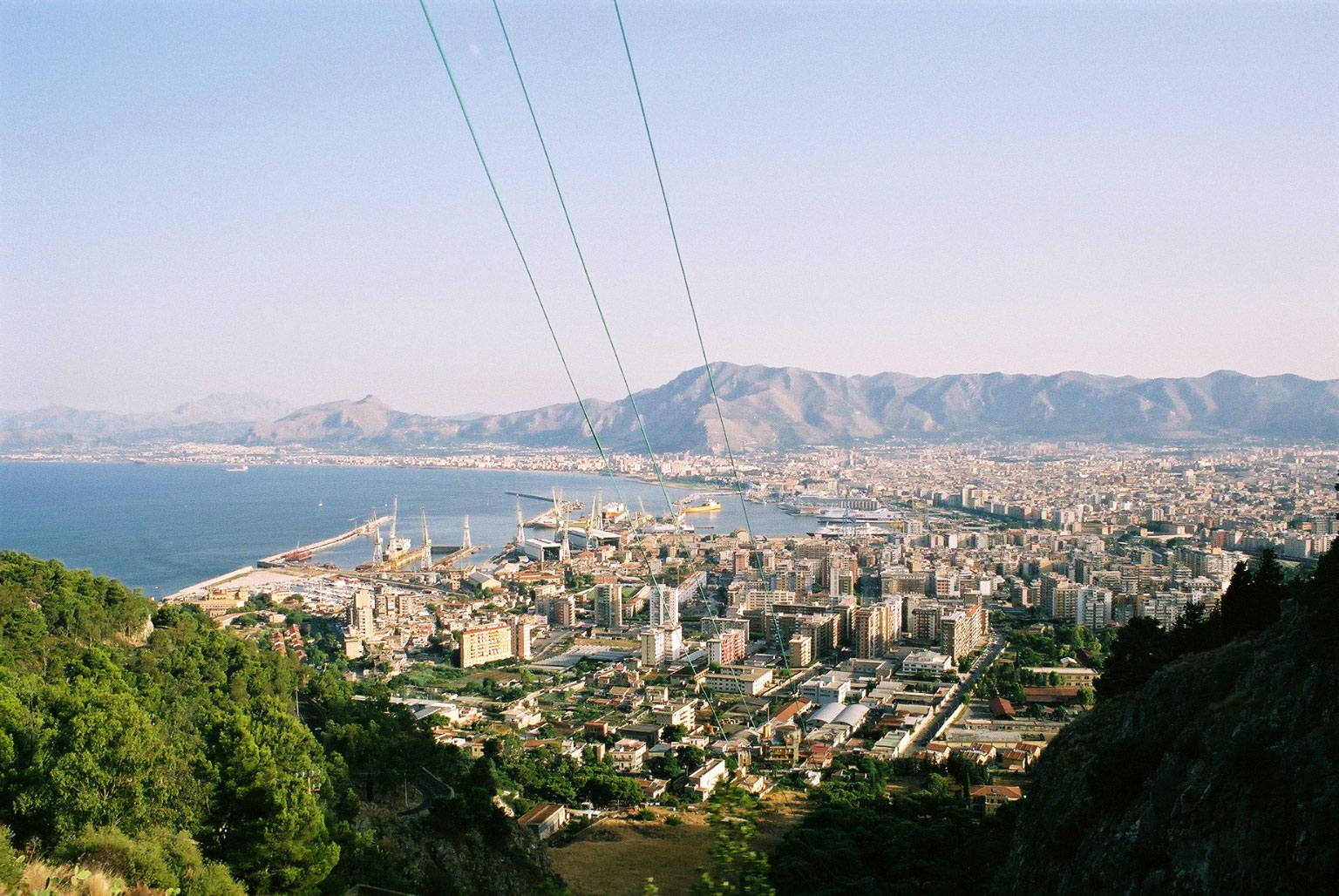
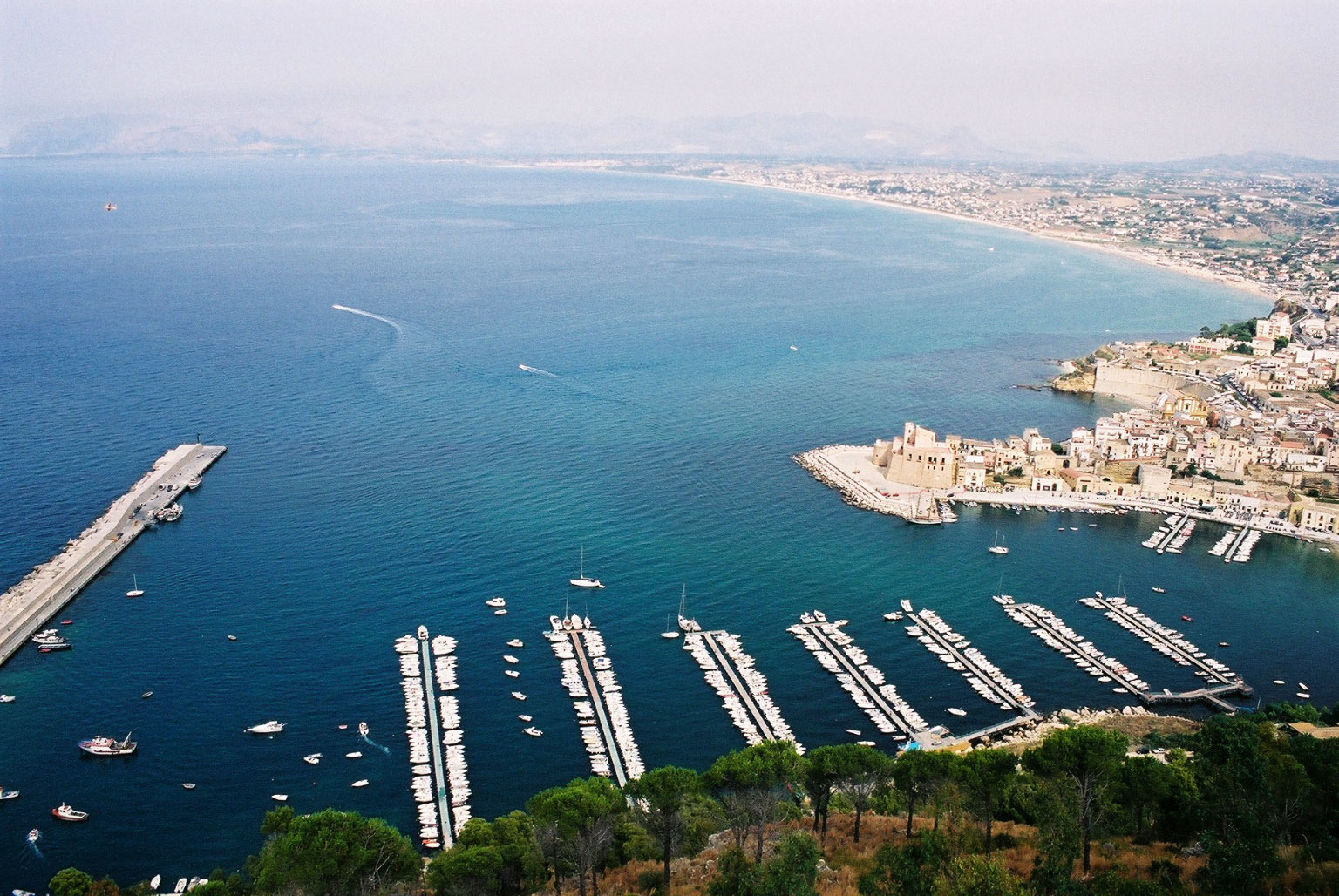
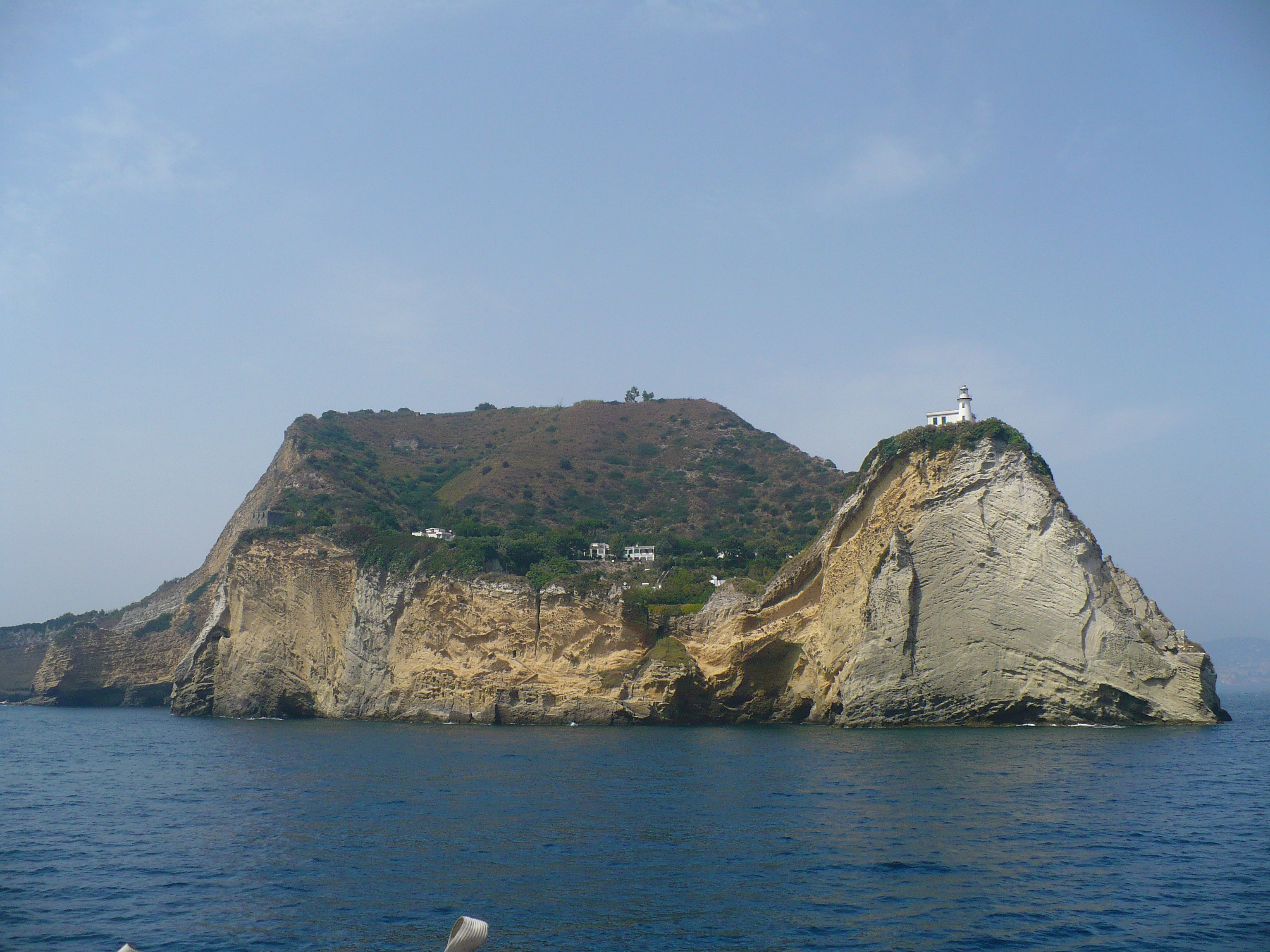
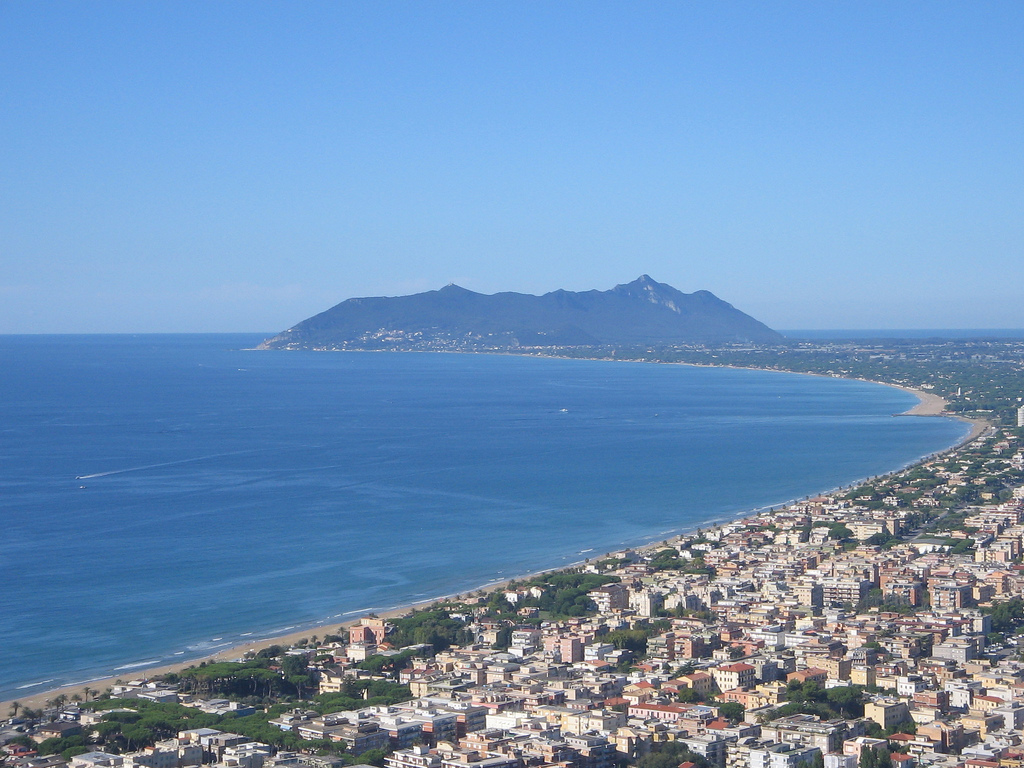